# إوزيبيوس سمولاريك

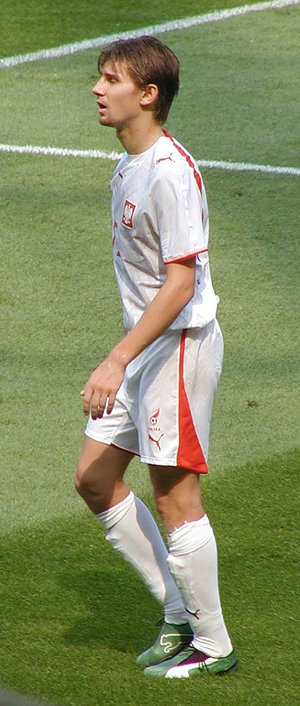
إيبي سمولاريك

إيزيبيوز سمولاريك (Euzebiusz Smolarek) ، من مواليد 9 يناير 1981 في لودز في بولندا ، لاعب كرة قدم بولندي.
يلعب مع نادي ريسنغ سانتاندر الإسباني منذ عام 2007.
بدأ باللعب مع منتخب بولندا لكرة القدم في عام 2002.
هو ابن اللعب الدولي السابق فلودزميزيرز سمولاريك، وقد سماه تيمناً باللاعب البرتغالي المعروف أوزيبيو.

## وصلات خارجية
- إوزيبيوس سمولاريك على موقع الاتحاد الدولي (مؤرشف)  (الإنجليزية)
- إوزيبيوس سمولاريك على موقع الاتحاد الأوربي (الإنجليزية)
- إوزيبيوس سمولاريك على موقع قاعدة بيانات كرة القدم.إي يو (الإنجليزية)
- إوزيبيوس سمولاريك على موقع ناشيونال فوتبول تيمز (الإنجليزية)
- إوزيبيوس سمولاريك على موقع Soccerbase.com (لاعب) (الإنجليزية)
- إوزيبيوس سمولاريك على موقع Soccerway.com (الإنجليزية)
- إوزيبيوس سمولاريك على موقع عالم كرة القدم.نت (الإنجليزية)